# 秦国荣
秦国荣（1961年5月4日—），上海人，是已经退役的中国足球运动员，身高1.86米，司职中场，曾经入选过中国国家队。

## 生平简介
秦国荣1977年从卢湾区体校进入上海青年队，1979年就进入上海一队，成为当时最年轻的一线球员。1983年入选中国国家队并成为曾雪麟和年维泗两任主帅手下的中场主力。1986年高丰文出任国家队主帅后，他逐渐不受重用，1987年即从中国足坛退役，移民去了美国。当时秦国荣为了生计，甚至去中餐馆洗碗，但是不久后他通过公开试训进入了美国旧金山湾黑鹰踢球，入选了美国全明星队，并帮助球队夺得了联赛冠军。1993年由于膝伤手术，彻底告别绿茵场。
退役后秦国荣开始经商，拥有自己的机电公司。